# Pahakala (sjö i Libelits, Norra Karelen)
Pahakala är en sjö i kommunen Libelits i landskapet Norra Karelen i Finland. Sjön ligger 83 meter över havet. Den är 21,3 meter djup. Arean är 49 hektar och strandlinjen är 6,54 kilometer lång. Sjön  ingår i Vuoksens huvudavrinningsområde.   Den ligger omkring 16 kilometer väster om Joensuu och omkring 360 kilometer nordöst om Helsingfors. 